# 前田高孝
前田 高孝（まえだ たかのり、1985年6月30日 - ）は、滋賀県東浅井郡出身の元サッカー選手、指導者。現役時代のポジションはフォワード。2015年4月より近江高等学校教員・サッカー部監督。

## 経歴

### 選手時代
長浜市立虎姫小学校、近江兄弟社中学校を経て、2001年滋賀県立草津東高等学校に入学してサッカー部入部。1年次に第80回全国高等学校サッカー選手権大会、3年次には2003年 長崎ゆめ総体への出場を経験した。2003年度に静岡県で開催された国民体育大会に出場した際にスカウトの目にとまり、2004年に清水エスパルスに入団した が、同年6月に出場したJサテライトリーグでの試合中に膝を負傷、全治6か月の重傷を負った。出場機会がないまま、2005年度シーズン終了後契約満了に伴い清水を退団。2006年度はシンガポールに渡り、アルビレックス新潟シンガポールでプレー、11試合に出場し5得点を挙げた。
新潟シンガポール退団後ドイツに渡った。「ヨーロッパのリーグを経験したかったから」だと本人がインタビューで明かしている。語学学校でドイツ語を学びながらレギオナルリーガやオーバーリーガ等に所属するクラブの入団テストを受験した末、カッセル市内所在のFSVデレンベルクに入団。2008年3月まで同クラブでプレーしたが、膝を負傷したために現役を引退して帰国した。

### 引退後
帰国後に東南アジア各国を旅行中、タイ国内の孤児院に約1か月間滞在した。この経験からボランティア活動に関心を持つようになり、ボランティアとビジネスとを関連させての起業を学ぶため、関西学院大学に入学した。在学中から複数のサッカースクールでコーチを務め、小中学生を指導。西宮少年サッカースクールジュニアユースで指導した選手たちが西宮市立西宮高等学校サッカー部に入部、第90回全国高等学校サッカー選手権大会でベスト8に入ったことで指導者としての手腕が評価され、現役の学生のまま関西学院大学サッカー部にコーチとして就任した。ボランティア活動への関心は在学中も衰える事はなく、タイ国内のサッカー場建設や、収益金を東日本大震災被災者へ寄付するためのサッカースクール開催等の活動を行っている。2013年度から同大学サッカー部ヘッドコーチに就任、在籍中に第63回全日本大学サッカー選手権大会で大会準優勝を経験した。
2015年4月より近江高等学校保健体育科、英語科、公民科教員およびサッカー部監督に就任した。2016年度強化となり、2年でインターハイ予選滋賀県大会を優勝し、全国大会出場を決めた。野洲高校、草津東高校、綾羽高校を次々に破り、１、２年生のみでの全国大会出場であった。 2018年度には強化３年目でプリンスリーグ昇格を成し遂げ、県リーグ３部からスタートで最速でのプリンスリーグ昇格であった。

## 所属クラブ
- 長浜市立虎姫小学校
- 近江兄弟社中学校
- 2001年 - 2003年草津東高校
- 2004年 - 2005年  清水エスパルス
- 2006年  アルビレックス新潟シンガポール
- 2007年2月 - 2007年5月  FC Mi-O びわこKusatsu （現、レイラック滋賀FC）
- 2007年7月 - 2008年3月  FSVデレンベルク

## 個人成績
| 国内大会個人成績 | 国内大会個人成績 | 国内大会個人成績 | 国内大会個人成績 | 国内大会個人成績 | 国内大会個人成績 | 国内大会個人成績 | 国内大会個人成績 | 国内大会個人成績 | 国内大会個人成績 | 国内大会個人成績 | 国内大会個人成績 |
| 年度             | クラブ           | 背番号           | リーグ           | リーグ戦         | リーグ戦         | リーグ杯         | リーグ杯         | オープン杯       | オープン杯       | 期間通算         | 期間通算         |
| 年度             | クラブ           | 背番号           | リーグ           | 出場             | 得点             | 出場             | 得点             | 出場             | 得点             | 出場             | 得点             |
| 日本             | 日本             | 日本             | 日本             | リーグ戦         | リーグ戦         | リーグ杯         | リーグ杯         | 天皇杯           | 天皇杯           | 期間通算         | 期間通算         |
| ---------------- | ---------------- | ---------------- | ---------------- | ---------------- | ---------------- | ---------------- | ---------------- | ---------------- | ---------------- | ---------------- | ---------------- |
| 2004             | 清水             | 29               | J1               | 0                | 0                | 0                | 0                | 0                | 0                | 0                | 0                |
| 2005             | 清水             | 29               | J1               | 0                | 0                | 0                | 0                | 0                | 0                | 0                | 0                |
| シンガポール     | シンガポール     | シンガポール     | シンガポール     | リーグ戦         | リーグ戦         | リーグ杯         | リーグ杯         | シンガポール杯   | シンガポール杯   | 期間通算         | 期間通算         |
| 2006             | 新潟S            | 11               | Sリーグ          | 11               | 5                | 2                | 2                | -                | -                | 13               | 7                |
| 日本             | 日本             | 日本             | 日本             | リーグ戦         | リーグ戦         | リーグ杯         | リーグ杯         | 天皇杯           | 天皇杯           | 期間通算         | 期間通算         |
| 2007             | びわこ           |                  | 関西1部          | 0                | 0                | -                | -                | -                | -                | 0                | 0                |
| ドイツ           | ドイツ           | ドイツ           | ドイツ           | リーグ戦         | リーグ戦         | リーグ杯         | リーグ杯         | DFBポカール      | DFBポカール      | 期間通算         | 期間通算         |
| 2007-08          | デレンベルク     |                  |                  |                  |                  |                  |                  |                  |                  |                  |                  |
| 通算             | 日本             | 日本             | J1               | 0                | 0                | 0                | 0                | 0                | 0                | 0                | 0                |
| 通算             | 日本             | 日本             | 関西1部          | 0                | 0                | -                | -                | -                | -                | 0                | 0                |
| 通算             | シンガポール     | シンガポール     | Sリーグ          | 11               | 5                | 2                | 2                | -                | -                | 13               | 7                |
| 通算             | ドイツ           |                  |                  |                  |                  |                  |                  |                  |                  |                  |                  |
| 総通算           |                  |                  |                  |                  |                  |                  |                  |                  |                  |                  |                  |

## 指導歴
- 2009年1月～2009年3月　FC Fosta
- 2009年4月～2012年1月　西宮少年サッカースクール
- 2009年7月～2009年12月　野武士ジャパン（ホームレスサッカー）
- 2011年4月～2015年1月　リベルタ大阪FCヘッドコーチ
- 2012年2月～2013年1月　関西学院大学体育会サッカー部コーチ
- 2013年2月～2016年3月　関西学院大学体育会サッカー部ヘッドコーチ
- 2016年4月〜　　　　　　近江高校サッカー部監督